# Culex murrelli
Culex murrelli är en tvåvingeart som beskrevs av Lien 1968. Culex murrelli ingår i släktet Culex och familjen stickmyggor. Inga underarter finns listade i Catalogue of Life.